# 400 mètres haies féminin aux championnats du monde d'athlétisme 1995
Navigation
Stuttgart 1993 Athènes 1997
L'épreuve du 400 mètres haies féminin des championnats du monde d'athlétisme 1995 s'est déroulée du 8 au 11 août 1995 à l'Ullevi Stadion de Göteborg, en Suède. Elle est remportée par l'Américaine Kim Batten qui établit en finale un nouveau record du monde en 52 s 61.

## Résultats

### Finale
| Rang               | Couloir | Athlète                     | Pays       | Temps   | Notes |
| ------------------ | ------- | --------------------------- | ---------- | ------- | ----- |
| Médaille d'or      | 5       | Kim Batten                  | États-Unis | 52 s 61 | WR    |
| Médaille d'argent  | 3       | Tonja Buford-Bailey         | États-Unis | 52 s 62 |       |
| Médaille de bronze | 4       | Deon Hemmings               | Jamaïque   | 53 s 48 | NR    |
| 4                  | 7       | Heike Meissner              | Allemagne  | 54 s 86 |       |
| 5                  | 6       | Tetyana Tereshchuk-Antipova | Ukraine    | 54 s 94 |       |
| 6                  | 1       | Silvia Rieger               | Allemagne  | 55 s 01 |       |
| 7                  | 8       | Ionela Tirlea               | Roumanie   | 55 s 46 |       |
| 8                  | 2       | Natalya Torshina            | Kazakhstan | 56 s 75 |       |

## Légende
Records et Performances
- AR : Record continental (area record)
- CR : Record des championnats (championship record)
- MR : Record du meeting (meet record)
- NR : Record national (national record)
- OR : Record olympique (olympic record)
- PR : Record paralympique (paralympic record)
- PB : Record personnel (personal best)
- SB : Meilleure performance personnelle de la saison (season's best)
- WL : Meilleure performance mondiale de l'année (world leader)
- WJR : Record du monde junior (world junior record)
- WR : Record du monde (world record)

Circonstances et Conditions
- DNF : N'a pas terminé (did not finish)
- DNS : N'a pas pris le départ (did not start)
- DQ : Disqualification (disqualification)
- NM : Aucun essai valable enregistré (No Mark)
- Q : Qualifié « directement » au prochain tour (ou à la prochaine compétition), lors d'une compétition majeure, grâce au classement ou à la réalisation des minima (automatic qualifier)
- q : Qualifié au prochain tour (ou à la prochaine compétition), lors d'une compétition majeure, grâce au repêchage ou à la réalisation de l'une des meilleures performances parmi celles des « non qualifiés directement » (grâce au meilleur temps ou à la meilleure distance par exemple) (secondary qualifier)